# Dragutin Tadijanović
Dragutin Tadijanović (ur. 4 listopada 1905 w Rastušju, zm. 27 czerwca 2007 w Zagrzebiu) – chorwacki poeta. Jego wiersz Balada o zaklanim ovcama jest uważany za jedno z najważniejszych dzieł w literaturze chorwackiej.

## Tłumaczenia na język polski
Dwa wiersze Tadijanovicia z 1991 roku Molba munji nebeskoj i O riječima. Zostały wydane w 1992 roku w antologii U ovom strašnom času w Splicie. W Polsce zostały przetłumaczone dwukrotnie. W 1994 roku Julian Kornhauser opublikował swoje w „Literaturze na Świecie” w numerze poświęconym literaturze jugosłowiańskiej.
W 1996 roku ukazało się w Polsce tłumaczenie antologii, któremu nadano tytuł W tej strasznej chwili. Umieszczone w niej utwory przetłumaczyła Muriel Kordowicz.

## Odznaczenia
- Order Księcia Trpimira (1995)[2]